# مورد سخت
مورد سخت (به انگلیسی: The Hard Case) یک فیلم کوتاه انگلیسی زبان محصول سال ۱۹۹۵ بریتانیا که توسط گای ریچی کارگردانی و نوشته شده‌است. فیلمی بیست دقیقه‌ای، قبل از آن که فیلم معرف قفل، انبار و دو بشکه باروت ساخته شده باشد.